# Lil Wop
Louis McPherson (ur. 17 października 1995 w Chicago), znany zawodowo jako Lil Wop – amerykański raper i autor tekstów. Najbardziej znany z piosenek; Lost My Mind, Safe House i BackWoods. Zakontraktowany z 1017 Records wydał mixtape'y Wopavelli 3 (2017) oraz Wopavelli 4 (2018). Pojawił się na albumie Trippie Redda; A Love Letter to You 4. Krążek osiągnął 1 miejsce na liście Billboard 200. 

## Życiorys
Lil Wop zaczął publikować swoją twórczość w serwisie SoundCloud w 2014 r. Jego pierwszymi utworami, które przyciągnęły większą uwagę były; Hyped Out, Perky's & Molly's oraz The Wopster. W późniejszym okresie poznał innego rapera Trippie Redda i zaoferował mu pomoc w rozpoczęciu pracy z profesjonalnym studiem nagraniowym. Zawarli współpracę z Kodie Shane i nagrali trzy projekty, Awakening My Inner Beast, Beast Mode i Rock the World Trippie. McPherson wydał 3-ścieżkowy debiutancki projekt; Wopster The Mixtape w grudniu 2016 r. Swój debiutancki mixtape; Wopavelli wydał 23 stycznia 2017 r. Kolejny projekt; Wake N Bake ukazał się 12 maja. Na krążku pojawił się gościnnie m.in.: Famous Dex. 14 lipca wydał kolejny mixtape, Wopavelli 2. Po wydaniu mixtape'a Lil Wop podpisał kontrakt z wytwórnią Gucci Mane'a, 1017 Eskimo Records. Teledysk do utworu Lost My Mind szybko zyskał na popularności i w krótkim czasie został wyświetlony ponad 800 tysięcy razy na YouTube. 17 października ukazał się 4 mixtape Wopa, Wopavelli 3. 31 października razem z Trippie Reddem wydali wspólną EPkę o nazwie Angels & Demons. Mixtape Wopavelli 4 ukazał się 31 października 2018 r. W 2019 r. pojawił się gościnnie na albumie Trippie Redda; A Love Letter to You 4 w utworze The Jungle Book. Krążek osiągnął 1 miejsce na liście Billboard 200. Album ostatecznie pokrył się platyną w Stanach Zjednoczonych w dniu 21 lipca 2021 r. W tym samym roku wydał mixtape XVII. 17 kwietnia 2020 r. wydał EP Light. 17 października ukazał się mixtape Wopster 2. W Hallowen Wop wydał kolejny mixtape; Friday the 17th. 25 grudnia miał premierę mixtape Enchanted. 30 sierpnia 2021 r. McPherson wydał projekt pt. Say Cheese. 21 października pojawiła się EPka Zero Gravity. 24 czerwca 2022 r. wydał swój debiutancki album studyjny Parental Advisory.

## Życie prywatne
Jego ulubionym raperem i inspiracją jest Gucci Mane. W hołdzie dla idola McPherson wytatuował sobie na twarzy charakterystyczny tatuaż Mane'a; lód z trzema gałkami. 
Jego kuzynem jest raper Famous Dex, a siostrą raperka i piosenkarka Kodie Shane. 13 lutego 2022 r. wyznał w mediach społecznościowych że jest biseksualistą.

### Problemy z prawem
McPherson oraz Trippie Redd zostali aresztowani w Cobb County w stanie Georgia po napaści na rapera FDM Grady pod koniec maja 2018 roku. Według Grady'ego Wop i Redd obrazili jego dziewczynę i sprowokowali go do wyciągnięcia broni palnej na krótko przed przystąpieniem do walki na pięści z Trippie Reddem. W momencie walki Grady został zaatakowany przez trzech innych mężczyzn, w tym przez Wopa.

## Dyskografia

### Albumy studyjne
- Parental Advisory (2022)

### Mixtape'y
- Wopavelli (2017)
- Wake N Bake (2017)
- Wopavelli 2 (2017)
- Wopavelli 3 (2017)
- Wopavelli 4 (2018)
- XVII (2019)
- Wopster 2 (2020)
- Friday the 17th (2020)
- Enchanted (2020)
- Say Cheese (2021)

### EP
- Wopster The Mixtape (2016)
- Angels & Demons (2017) (z Trippie Redd)
- Light (2020)
- Zero Gravity (2021)